# Campeonato Mundial de Patinação Artística no Gelo de 1909
O Campeonato Mundial de Patinação Artística no Gelo de 1909 foi a décima quarta edição do Campeonato Mundial de Patinação Artística no Gelo, um evento anual de patinação artística no gelo organizado pela União Internacional de Patinação (em inglês:  International Skating Union) onde os patinadores artísticos competem pelo título de campeão mundial. Nesta edição a competição individual feminina teve a participação de apenas uma competidora, a húngara Lily Kronberger, e foi disputada entre os dias 23 de janeiro e 24 de janeiro na cidade de Budapeste, Hungria; e as competições individual masculina e de duplas foram disputadas entre os dias 7 de fevereiro e 8 de fevereiro na cidade de Estocolmo, Suécia.

## Eventos
- Individual masculino
- Individual feminino
- Duplas

## Medalhistas
| Evento                        | Ouro                                             | Prata                                    | Bronze                                     |
| Individual masculino detalhes | Ulrich Salchow · Suécia                          | Per Thorén · Suécia                      | Ernst Herz · Áustria                       |
| Individual feminino detalhes  | Lily Kronberger · Hungria                        | nenhuma                                  | nenhuma                                    |
| Duplas detalhes               | Phyllis Johnson · James H. Johnson · Reino Unido | Valborg Lindahl · Nils Rosenius · Suécia | Gertrud Ström · Richard Johansson · Suécia |

## Resultados

### Individual masculino
| Pos.              | Nome              | Nacionalidade | Pontos |
| ----------------- | ----------------- | ------------- | ------ |
| Medalha de ouro   | Ulrich Salchow    | Suécia        | 7      |
| Medalha de prata  | Per Thorén        | Suécia        | 10     |
| Medalha de bronze | Ernst Herz        | Áustria       | 16     |
| 4                 | Richard Johansson | Suécia        | 20     |
| 5                 | Theodor Datlin    | Rússia        | 22     |

### Individual feminino
| Pos.            | Nome            | Nacionalidade | Pontos |
| --------------- | --------------- | ------------- | ------ |
| Medalha de ouro | Lily Kronberger | Hungria       | 5      |

### Duplas
| Pos.              | Nome                               | Nacionalidade | Pontos |
| ----------------- | ---------------------------------- | ------------- | ------ |
| Medalha de ouro   | Phyllis Johnson / James H. Johnson | Reino Unido   | 5,5    |
| Medalha de prata  | Valborg Lindahl / Nils Rosenius    | Suécia        | 9,5    |
| Medalha de bronze | Gertrud Ström / Richard Johansson  | Suécia        | 16     |
| 4                 | Mimi Grømer / Karl Erikson         | Noruega       | 22     |
| 5                 | Alexia Schøien / Yngvar Bryn       | Noruega       | 22     |

## Quadro de medalhas
| Ordem | País        | Medalha de ouro | Medalha de prata | Medalha de bronze |   | Ordem por total |
| ----- | ----------- | --------------- | ---------------- | ----------------- | - | --------------- |
| 1     | Suécia      | 1               | 2                | 1                 | 4 | 1               |
| 2     | Hungria     | 1               |                  |                   | 1 | 2               |
| 2     | Reino Unido | 1               |                  |                   | 1 | 2               |
| 4     | Áustria     |                 |                  | 1                 | 1 | 2               |
| TOTAL | TOTAL       | 3               | 2                | 2                 | 7 | —               |